# Rick Hunolt
Richard Edward Hunolt (Berkeley, Kalifornija, 1. srpnja 1963.) američki je thrash metal-gitarist. Najpoznatiji je kao gitarist sastava Exodus.
Toj se skupini pridružio 1983., kad ju je napustio Evan McKaskey. Bio je njezin član sve do raspada 1993., a vratio joj se i tijekom naknadnih ponovnih okupljanja 1997. i 2001.
Godine 2005. Hunolt je izbačen iz sastava, ali se pojavio kao gost na albumu Persona Non Grata.

## Diskografija
- Exodus – Bonded by Blood (1985.)
- Exodus – Pleasures of the Flesh (1987.)
- Exodus – Fabulous Disaster (1989.)
- Exodus – Impact Is Imminent (1990.)
- Exodus – Good Friendly Violent Fun (1991.)
- Exodus – Force of Habit (1992.)
- Exodus – Tempo of the Damned (2004.)
- Exodus – Persona Non Grata (2021.) – kao gost